# San Carlos Centro-San Carlos Sud
Se denomina San Carlos Centro - San Carlos Sud o "Aglomerado de la Colonia San Carlos" a la aglomeración urbana que se extiende entre las ciudades argentinas de San Carlos Centro y San Carlos Sud dentro del departamento Las Colonias, provincia de Santa Fe.

## Población
Considerado como una aglomeración urbana por el INDEC, cuenta según los resultados del censo 2010 con 13.157 habitantes, lo que representa un incremento poblacional respecto al anterior que censo contaba con 12.411 habitantes. Es la vigésimo sexta aglomeración más grande de la provincia de Santa Fe.
| Componente        | Departamento | Censo 2010 | Censo 2001 | Censo 1991 |
| ----------------- | ------------ | ---------- | ---------- | ---------- |
| San Carlos Centro | Las Colonias | 11.055     | 10.465     | 9.321      |
| San Carlos Sud    | Las Colonias | 2.102      | 1.946      | 1.874      |
| Total             |              | 13.157     | 12.411     | 11.195     |